# Devils Punch Bowl State Natural Area

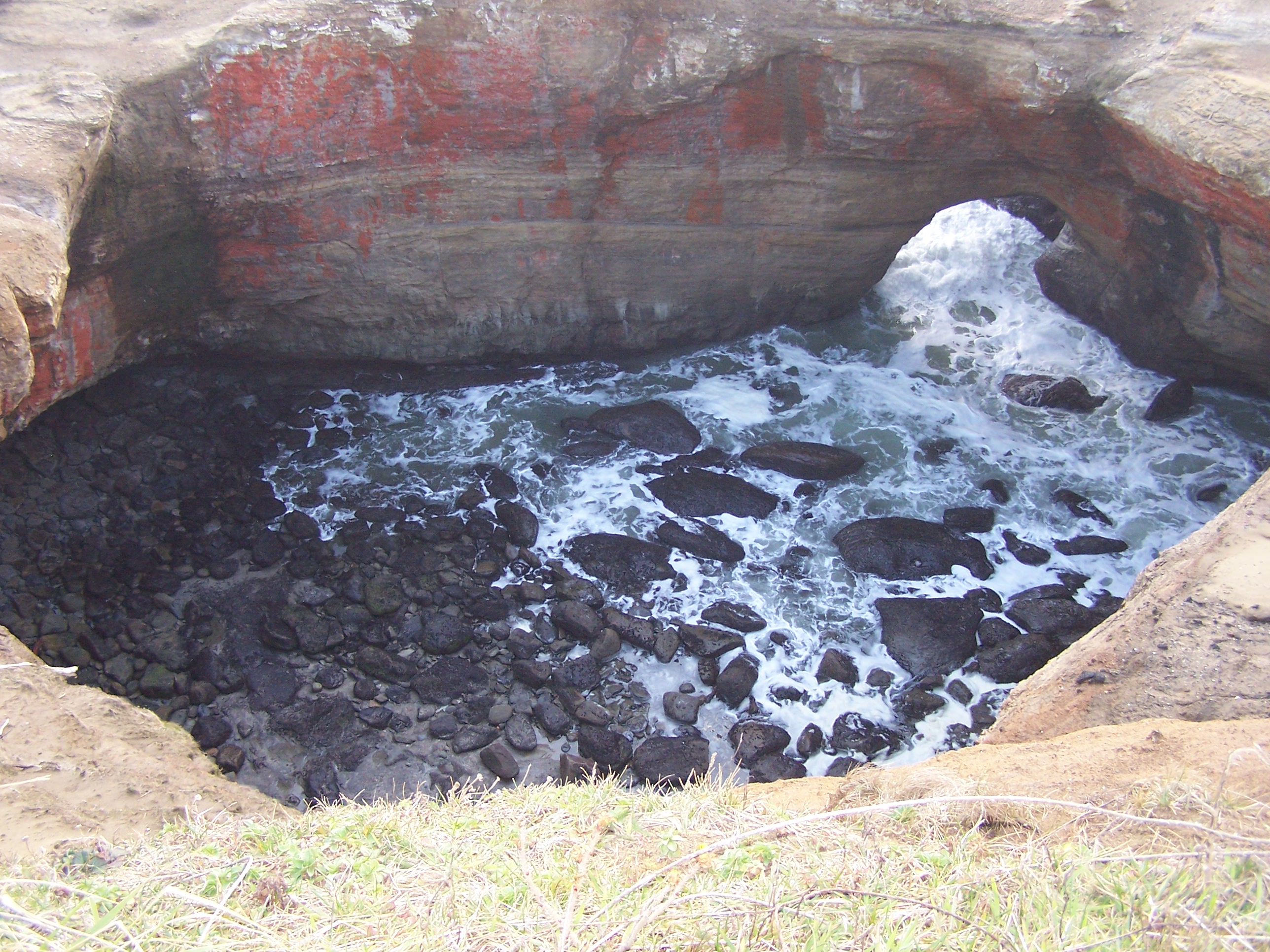
Blick von oben in den Punch Bowl samt Tunnel zum Meer

Devils Punch Bowl State Natural Area ist ein State Park an der Küste des US-Bundesstaats Oregon. Der Park liegt 13 km nördlich von Newport im Lincoln County, etwa 400 m vom Highway 101 entfernt. Innerhalb des 3,3 ha großen Parks liegt ein Picknickplatz, von den Klippen führt ein Pfad zu einem sandigen Strandabschnitt mit Gezeitentümpeln. Im Zentrum des State Parks liegt ein großes natürliches Becken, das in die felsige Küste eingeschnitten und mit dem Pazifischen Ozean durch zwei Tunnel verbunden ist. Wenn bei Hochwasser die Wellen mit lauten Donner in dieses, Devils Punchbowl genannte Becken schwappen, wird das Wasser herumgewirbelt und Gischtfontänen spritzen in die Höhe. Das Becken ist vermutlich durch den Einsturz zweier durch Wind und Gezeiten geschaffener Höhlen entstanden. Der Strandabschnitt südlich des State Parks bietet gute Bedingungen für Surfer, da ein etwa 800 m vor der Küste liegender, Gull Rock genannter Felsen wie ein Trichter wirkt. Vor der Küste liegen mindestens 17 große Felsen, die zum Oregon Islands National Wildlife Refuge gehören. Da man vom Park aus einen weiten Panoramablick über den Ozean hat, ist er ein sehr populärer Platz für die Beobachtung des Zugs der Grauwale im Frühjahr und Herbst.

## Geschichte
Der Park wurde vom Staat Oregon in mindestens drei einzelnen Abschnitten zwischen 1929 und 1971 erworben. Das Civilian Conservation Corps installierte in den 1930er-Jahren eine Wasserleitung, Sanitäranlagen, Picknicktische, Wege und Zäune.